# Alice (hrušeň)
Alice (Pyrus communis 'Alice') je ovocný strom, kultivar druhu hrušeň obecná z čeledi růžovitých. Plody jsou řazeny mezi odrůdy letních hrušek, sklízí se v polovině července, dozrává v červenci, skladování do konce července.

## Historie

### Původ
Byla vyšlechtěna v ČR, vznikla jako semenáč odrůdy ’Avranšská’.

## Vlastnosti

### Růst
Růst odrůdy je středně bujný. Habitus koruny je pyramidální, řez nutný.

## Plodnost
Plodí časně, středně a pravidelně.

## Plod
Plod je široce kuželovitý, střední. Slupka hladká, žlutozelená s červeným líčkem. Dužnina je nažloutlá jemná, se sladce navinulou chutí, aromatická.

## Použití
Není vhodná ke skladování, slouží k přímé konzumaci. Odrůda není náročná a lze ji použít do všech poloh.